# Igreja de São Lourenço dos Índios
A Igreja de São Lourenço dos Índios está localizada no bairro homônimo na cidade de Niterói, destacando-se por ser um dos primeiros assentamentos da ordem jesuítica no Brasil. Tombada em 1922, a igreja tem linhas arquitetônicas marcadamente associadas ao estilo das construções da ordem jesuíta. Para além do seu valor arquitetônico, pesquisas históricas e arqueológicas têm evidenciado a sua importância como um patrimônio capaz de demonstrar as relações sociais de seus construtores: indígenas, negros e colonos de origem portuguesa. Em 10 de agosto de 1587, foi palco da encenação do "Auto de São Lourenço", uma das peças do padre José de Anchieta, um marco inicial do teatro no Brasil.

## História

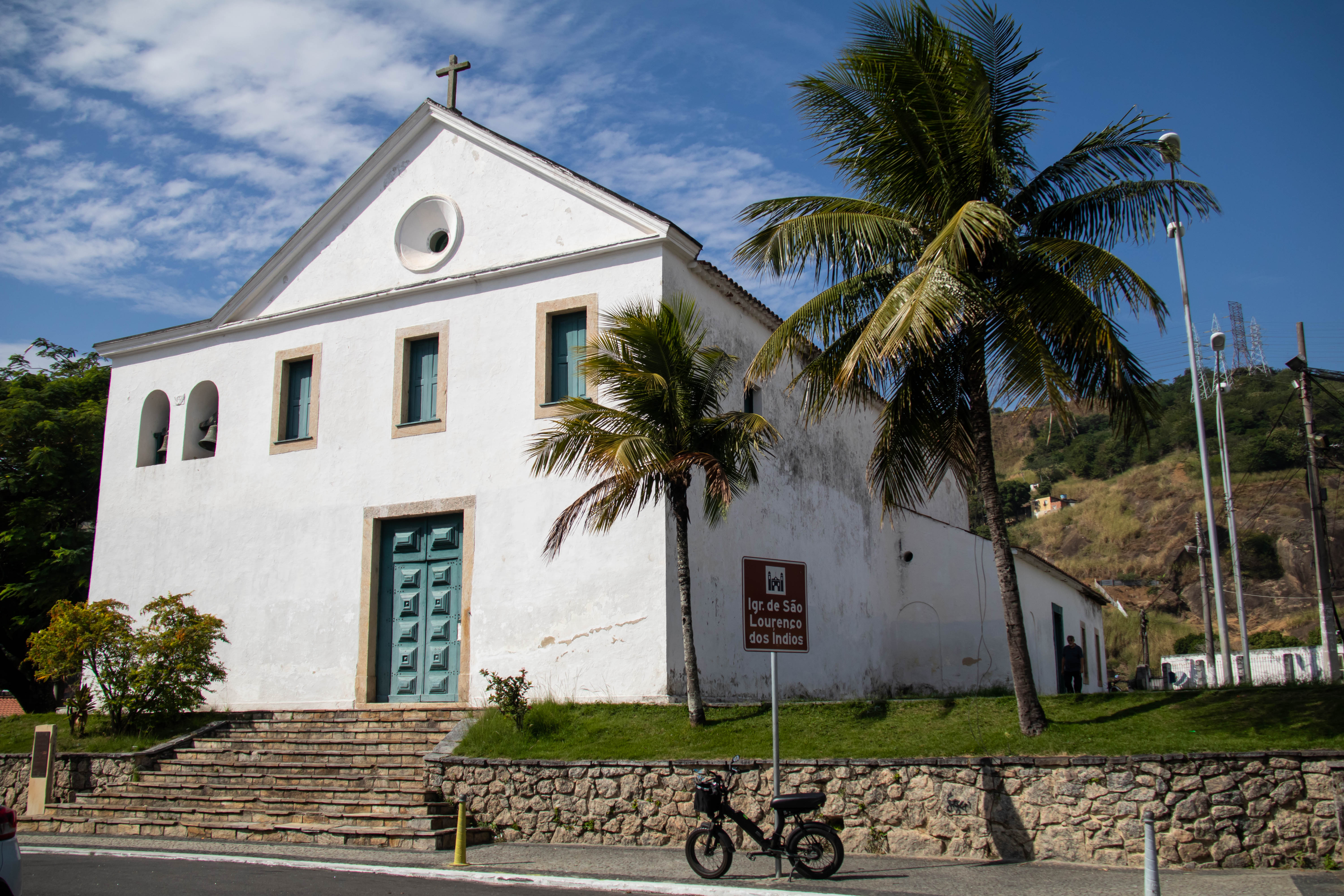
Fachada da Igreja São Lourenço dos Índios, localizada no bairro de São Lourenço, em Niterói.

A Igreja de São Lourenço dos Índios é considerada o “marco da fundação do primeiro aldeamento jesuítico da capitania do Rio de Janeiro”. Antes da construção da igreja, a localidade já era ocupada por diversas produções agrícolas e espaços onde posteriormente se tornaram as regiões de São Domingos e Praia Grande. O aldeamento, atual Niterói, foi uma sesmaria concedida e registrada no nome de Martim Afonso de Souza (Arariboia), em retribuição pelos seus esforços na guerra contra os franceses e os tamoios. Fazia fronteira com: São Gonçalo, São João de Icaraí e São Sebastião de Itaipu. Por ordem régia de 8 de maio de 1758, o aldeamento de São Lourenço dos Índios foi incorporado ao patrimônio da Coroa portuguesa. Ademais, analisando o entorno da freguesia de São Lourenço, o aldeamento era inferior economicamente a outras freguesias vizinhas tendo sido extinta em 1866. Todavia, as fontes da época ainda se referiam a aldeia de São Lourenço dos Índios. Além de ser um marco de fundação, a igreja também presidia as “tradicionais missas de comemoração do aniversário de Niterói” no dia 22 de novembro . 
No início do século XX, em 14 de fevereiro de 1908, um projeto foi enviado à Câmara por José Luiz de Arariboia Cardoso, fundador da Comissão Glorificadora a Martim Afonso Arariboia, com a finalidade de transferir a Igreja para o domínio municipal. Neste documento também, havia uma passagem onde relatava que nesta igreja estão “sepultados os primeiros defensores do nosso [sacro] Brazil”, referindo-se ao Arariboia e também a exaltação da memória de possíveis missas celebradas por Manoel da Nóbrega, José de Anchieta, entre outros. Em 1915, o prefeito de Niterói da época, Octávio Carneiro, demonstrou interesse em incorporar a Igreja como Patrimônio Municipal da cidade em consonância com o projeto anterior de Araribóia Cardoso. Já na gestão de outro prefeito, Gustavo Lira da Silva, em 1933, estes processos se concretizaram. 
A igreja de São Lourenço dos Índios é de suma importância para a cidade de Niterói e para a preservação da memória dos povos indígenas da época e de seus descendentes. Além disso, os elementos que fizeram composição com a memória indígena além da Igreja, como o Chafariz Martim Afonso e o Busto do Arariboia, também foram importantes para a construção da cidade e reconhecimento de sua história.

## Arquitetura

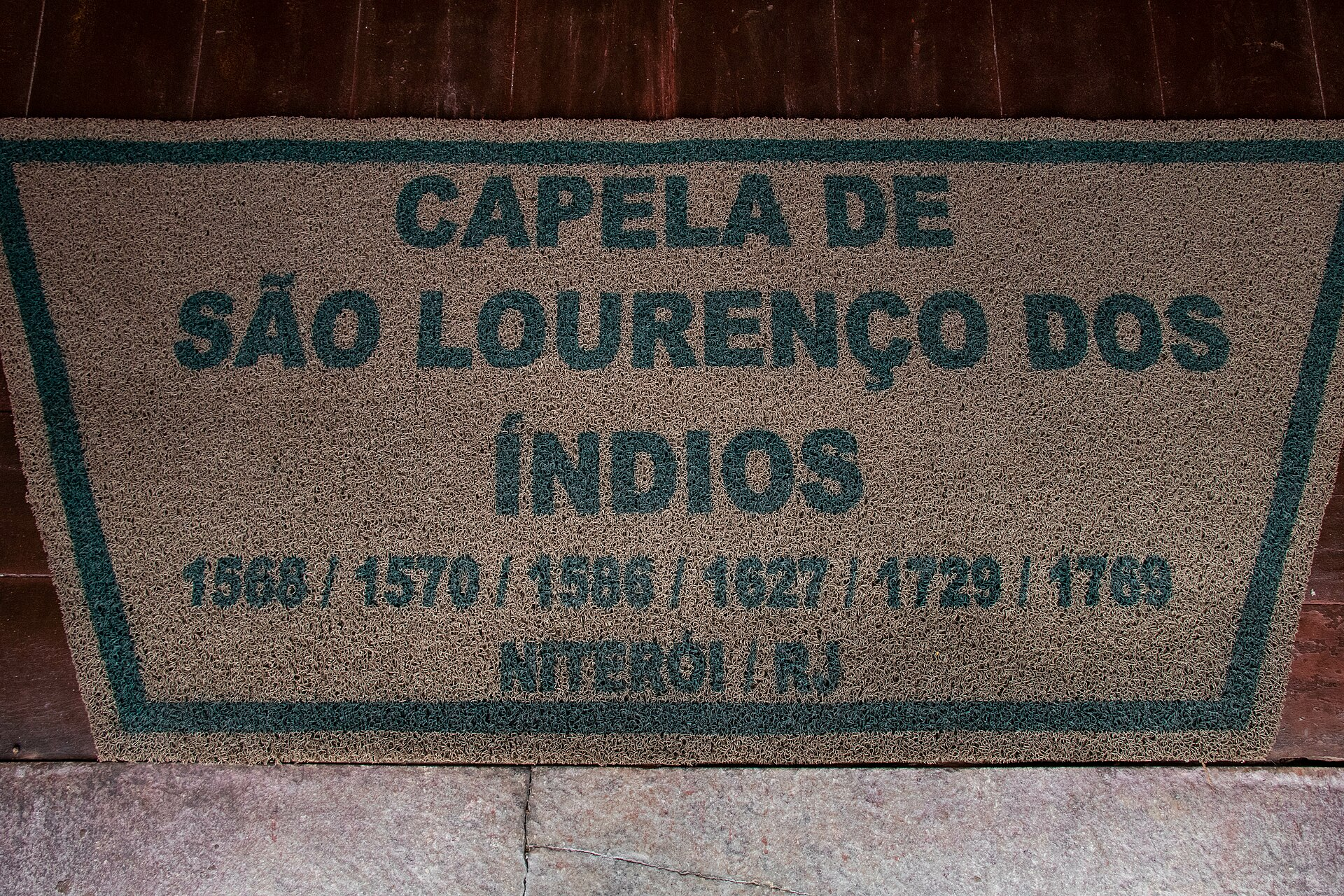
Tapete da igreja São Lourenço dos Índios

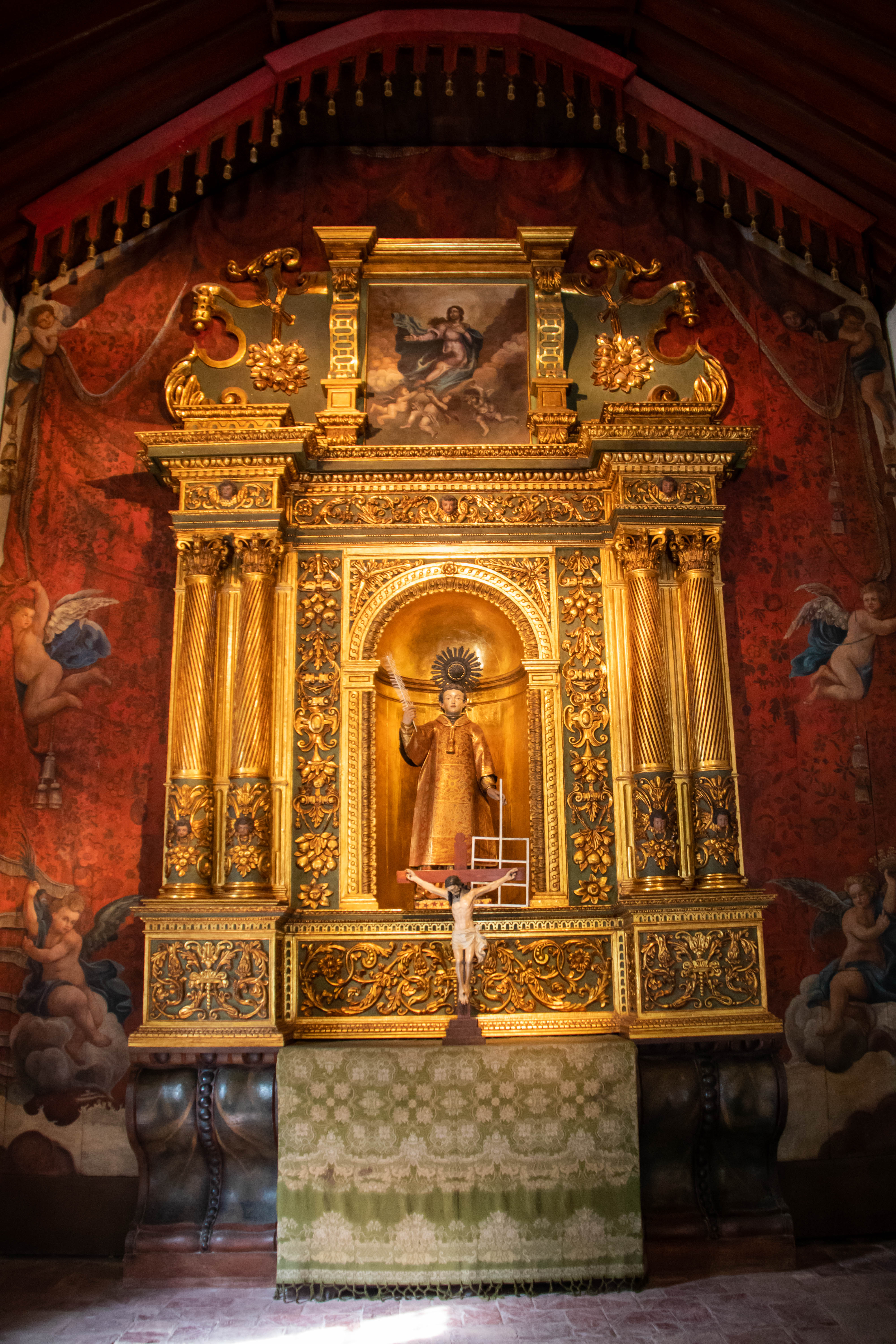
Altar da Igreja São Lourenço dos Índios

Em uma carta datada de 21 de maio de 1570, o padre Gonçalo de Oliveira refere-se a uma igreja construída no local onde hoje é São Lourenço. Ao que tudo indica, essa primeira construção era provisória e sua estrutura foi feita em taipa. Já na inauguração, em 1586, a igreja é reconstruída, mas também com taipa. Em 1627 os jesuítas substituem a estrutura por uma mais duradoura, feita de pedra e cal. Em 1729, a capela é reconstruída na sua atual forma. No ano de 1769 é finalizada a construção da torre do sino. Em 1794, uma visita da Pastoral Monsenhor Pizarro descreve a situação deteriorada da igreja. A partir de sua descrição, sabe-se que as paredes eram feitas de pedra e cal, que ainda resistiam, mas que o madeiramento da estrutura estava arruinado e tomado por cupim. A fachada simples reflete o estilo arquitetônico das edificações jesuítas do século XVI. Algumas relíquias de extremo valor se encontram na igreja: um lavabo de pedra portuguesa,  um púlpito de madeira, e um retábulo de madeira, considerado pelo arquiteto Lúcio Costa como o mais belo exemplar brasileiro da arte jesuítica, com a imagem de São Lourenço. Há também, na entrada da igreja, um tapete contendo as datas importantes para a igreja:1568 / 1570 / 1586 / 1627 / 1729 / 1769. Faz parte também da arquitetura da igreja tijoleiras indígenas, que são como assinaturas deixadas pelos indígenas no momento em que o altar foi construído. 

## Tombamento
Após mudanças que ocorreram sobre a modernização da preservação do patrimônio brasileiro, nos anos de 1950 e 1960, sob a gestão de Renato Soeiro, o SPHAN passa a exigir nova dimensão de valores, iniciando uma fase de referência cultural, não mais apenas uma referência heróica. Também se inicia nesse período, o envolvimento dos governos estaduais e municipais na novas atividades de proteção ao patrimônio, por meio dos chamados Encontros de Brasília e Salvador, realizados em 1970 e 1971 por iniciativa do MEC. Essa mudança se baseou na proposta de uma tradição que estivesse viva a partir do patrimônio, começando a se formar uma ideia de bem cultural e com foco naqueles que foram excluídos das representações culturais do país.
No caso da Igreja de São Lourenço dos Índios, o que ocorreu foi o tombamento municipal realizado pela prefeitura em 28 de fevereiro de 1992, conforme a Lei n° 1.038/92 (ibid., p. 59), uma vez que o federal havia sido feito já nas primeiras décadas do século XX. Dessa forma, no âmbito municipal, a Igreja passa a ser reconhecida pelo seu marco como a fundação do primeiro assentamento lusitano do lado oriental da Baía de Guanabara, além de seu valor artístico. Assim, o arquiteto Cyro Lyra justifica “Ao tombar São Lourenço dos Índios, Niterói reconhece que, além do significado excepcional que possui esse bem para a história da arte e de arquitetura - razão principal do tombamento federal - há outro que mais diretamente fala à população niteroiense: o de ser esse sítio o núcleo gerador da cidade".

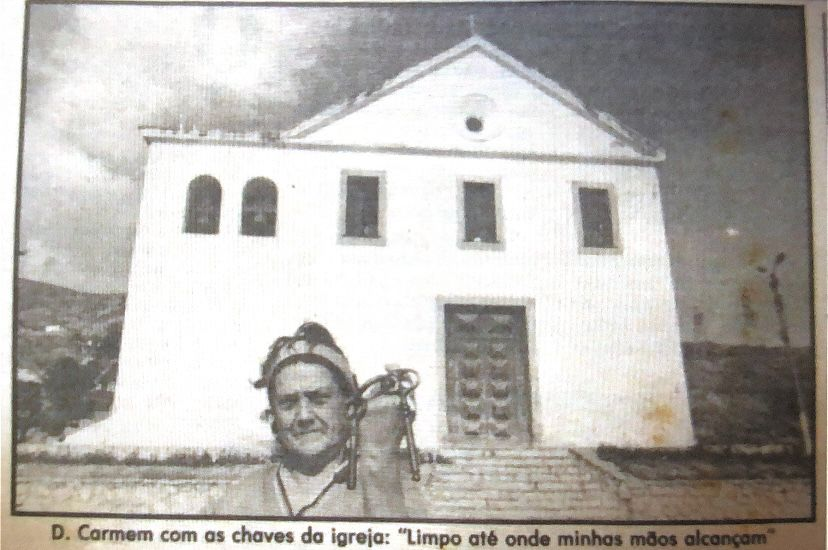
D. Carmem com as chaves da igreja.

A igreja de São Lourenço dos Índios, durante o século XX, passou por diversas intervenções, registradas a partir do seu primeiro tombamento pelo IPHAN, em 1938. Segundo o jornal O Globo, D. Carmem Lourenço Werneck foi uma das maiores responsáveis pela manutenção da igreja além de organizadora da festa do padroeiro São Lourenço, todo dia 10 de agosto, onde a renda das barracas eram transferidas para a igreja. A festa acontece na praça que se localiza em frente à igreja e foi inaugurada em 1953, onde foram encontrados esqueletos e peças indígenas. Assim, mesmo que hajam os responsáveis legais pela manutenção da igreja, apontados pela 6°SR, a pessoa que cuida da igreja, a mantém limpa e arejada, é D. Carmem. Em novembro de 1982, a igreja foi reaberta devido aos esforços do padre Brás e da Arquidiocese de Niterói que, com apoio da prefeitura e da Enitur, D. Carmem veio a conseguir a zeladoria da igreja, mesmo que apenas em 1990, mas mesmo assim, ainda enfrentou dificuldades em cuidar dela. D. Carmem veio a falecer 7 anos depois de conseguir a zeladoria, não podendo ver a reforma e restauração que foi feita em 1999. Após sua morte, quem cuidou da igreja foi Maria Auxiliadora Ferreira da Silva, aos 73 anos, com a ajuda de dois jovens da paróquia, e expôs que ocorriam alagamentos até o altar quando chovia, que as portas estavam quebradas e as janelas já haviam despencado, uma vez que a igreja, apesar de ser tombada pelo patrimônio, as autoridades não a preservam ou a valorizam.

## Restauração
Em 1999, a Prefeitura Municipal de Niterói, com apoio do Ministério da Cultura, promoveu obras de revitalização da Igreja e, em março dos anos 2000, foram iniciadas as obras civis, a restauração artística e arqueológica, além da pesquisa histórica do local.

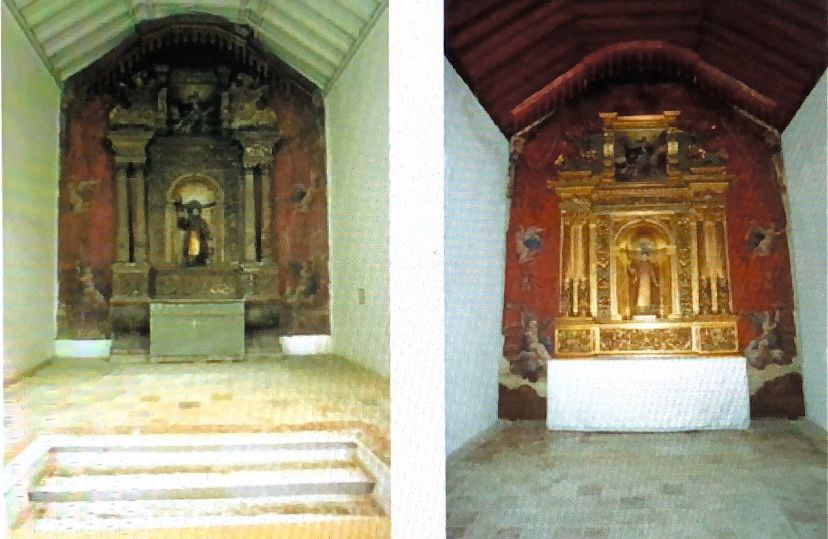
Antes e depois do Altar

Pela arqueologia, o primeiro local a ser escavado foi a parte lateral da igreja, chamado de pátio da sineira, onde foram encontrados restos de ossos humanos sem caixão, roupas ou adereços. De acordo com a documentação levantada pela pesquisa histórica, comos as Atas e os Documentos da Câmara Municipal de Niteroi, ocorreu um aproveitamento do terreno à direita da igreja, que seria usado como cemitério para escravizados negros ao longo da existência da igreja, devido a falta de cemitérios anexos à matriz. Do outro lado, na área que fica a sacristia, também foram evidenciados aterramentos, mas esses possuíam caixões, o que leva a crer que pessoas de classes sociais superiores eram enterradas ali. Estudos também mostram que a igreja possuía uma parte anterior a entrada de fato da Igreja, onde foram encontrados cachimbos de cerâmica e isso mostra a possibilidade da presença de escravizados negros.

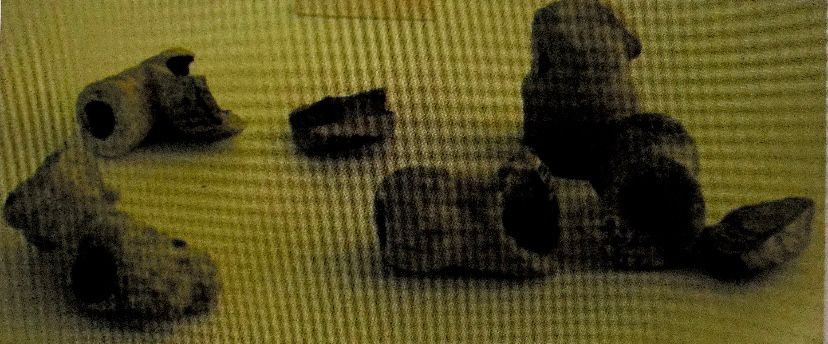
Restos de cachimbos de cerâmica encontrados pela arqueologia.

A interdisciplinaridade no projeto de restauração da igreja possibilitou muitos estudos e descobertas acerca da história daquela região, possibilitando enxergar e entender a igreja não apenas como algo produzido pela Companhia de Jesus, mas também produzido pelos agentes sociais de sua construção, os indígenas, africanos/negros e colonos, e também como produtora das relações sociais destes. 
Com indícios de que a pesquisa arqueológica poderia ter elaborado mais a fundo seus trabalhos, a possibilidade de um museu-sítio em São Lourenço dos Índios não foi executada . Ao invés disso, preferiu-se uma pequena exposição dos itens encontrados na escavação, acompanhada de dois painéis que descrevem brevemente o estudo histórico, arqueológico e arquitetônico. Também não foram tomadas providências para que a população fosse informada sobre os estudos e descobertas, dificultando o principal objetivo do tombamento de um patrimônio, que é a preservação social dele. 
No dia 22 de novembro de 2001, a Igreja São Lourenço dos Índios foi inaugurada e aberta para visitas guiadas. O prefeito de Niterói, Jorge Roberto Silveira, realizou uma cerimônia de inauguração do busto de Araribóia, localizado na Praça General Rondon s/n, localizada em frente à igreja. Entretanto, segundo pesquisas, alguns moradores locais quando perguntados sobre a data 22 de novembro e sua comemoração, reclamam que a praça e a igreja ficam cheias de turistas e políticos, enquanto no dia 10 de agosto, aniversário do dia de São Lourenço, a praça se enche de moradores locais, mostrando a importância cultural da data para o local, enquanto, em contraponto, existe a importância dada pelas autoridades à data 22 de novembro, que é ligada a Araribóia, fundador da cidade.